# Srednjovekovna latinska književnost
Srednjovekovna latinska književnost naziv je za književna dela pisana latinskim jezikom od kraja antike na prelazu između 5. i 6 veka, kad se konačno raspada Zapadno rimsko carstvo, do polovine 14. veka, kad se u velikom delu Evrope razvilo bogato stvaralaštvo na narodnim jezicima. No, cvetanje književnosti na narodnim jezicima, koje je započelo već u 12. i 13. veku, ne znači i prestanak književnog stvaralaštva na latinskom jeziku; naprotiv, u ova dva veka latinsko pesništvo i naučna književnost dostižu svoj vrhunac, a cela latinska književnost tada se prostire na širokom prostoru od južne i srednje Evrope do Islanda i Skandinavije na severu i do Palestine na jugoistoku. Latinski je još vekovima ostao živ kao jezik škole, nauke, prava, uprave i diplomatije, a i dela izvorno pisana narodnim jezicima ponekad se prevode na latinski, no od polovine 14. veka, s jačanjem humanističkog zanimanja za antičku kulturu, s nastojanjem pisaca da što bliže oponašaju klasične uzore i, naposletku, s prerastanjem humanizma u renesansni pokret, govori se o novovekovnoj latinskoj književnosti.

## Opšta obeležja
Kad se teritorija nekadašnjeg Rimskog carstva raspala na niz država (pretežno germanskih), one se verski orijentišu prema Rimu i uz rimsko kulturno nasleđe prihvataju i latinski jezik, koji vekovima ostaje isključivi nosilac pismenosti. Pojam evropske književnosti sve do novog veka poklapa se najvećim delom s pojmom latinske književnosti; naime, književnost pisana latinskim jedina je evropska književnost od kraja rimske do pojave nacionalnih književnosti u Evropi. Srednjovekovna latinska književnost, stoga, traje skoro hiljadu godina i tokom celog tog razdoblja neguje većinu žanrova kao i antička rimska književnost, s izuzetkom drame, u okviru koje su se pisale tragedije i komedije namenjene čitanju, a ne scenskom prikazivanju, i u okviru koje se iz hrišćanskog bogoslužja u 10. veku razvija crkvena i svetovna drama, no ona je više dela proizvela u nacionalnim književnostima srednjeg veka nego u srednjovekovnoj latinskoj književnosti.
Ova je latinska književnost pisana srednjovekovnim latinskim jezikom, koji se razlikuje od klasičnog latiniteta, ali ipak u manjoj meri u odnosu na razlike koje su u drugim jezicima nastajale u periodu od hiljadu godina. Još u klasično doba razdelio se latinski na književni i narodni ili vulgarni latinitet; ovaj drugi proširio se po skoro svim oblastima koje je zahvatalo Rimsko carstvo (koje su činile tzv. "Romaniju"), i od njega će nastati različiti romanski jezici, ali književni latinitet ostao je, u određenom stepenu, isti tokom celog srednjeg veka. Tome je značajno doprinela činjenica da se on u istom obliku učio u svim školama i u Romaniji i van nje, dakle i u oblastima koje nikada nisu bile pod rimskom vlašću, uglavnom iz Male gramatike (Ars minor) Elija Donata (4. vek) na osnovnom stupnju i iz Gramatičkog udžbenika (Institutiones grammaticae) Priscijana iz Mauretanije (6. vek) na višoj razini.
Važna razlika između srednjovekovne i antičke književnosti na latinskom jeziku sastoji se u izrazito hrišćanskom karakteru srednjovekovne književnosti, pa veliki broj pisaca i pesnika pripadaju crkvenim ili manastirskim krugovima i književna im je delatnost u značajnoj meri povezana s religijom i crkvom, premda je, u celini, zapadni srednji vek i rimsku književnost, i pagansku i hrišćansku, smatrao svojom kao i srednjovekovnu.

### Periodizacija
U razvoju srednjovekovne latinske književnosti uočavaju se dve kulminacije. Prva je tzv. karolinška renesansa u 8. i 9. veku, koja se razvila na podsticaj franačkog cara Karla Velikog, koji je na svom dvoru okupio najveće književnike tog vremena; a druga pada u 12. i 13. vek, kad naročito cvetaju učena i prozna književnost te crkveno pesništvo. Do prekretnice, koja ne označava doduše prestanak književnosti na latinskom jeziku, ali se duboko useca u društvenu i kulturnu istoriju, dolazi u 14. veku, kad humanisti, oduševljavajući se antikom, sprovode obnovu latinskog jezika po uzoru na klasične obrasce i gotovo celu latinsku književnost srednjeg veka odbacuju kao manje vrednu; latinska književnost pretapa se u renesansu i od tada se govori o novovekovnoj latinskoj književnosti. Cela se srednjovekovna latinska književnost može podeliti na šest perioda:
1. Poznoantička književnost (4. i 5. vek)
2. Doba barbarskih država (6–8. vek)
3. Karolinška renesansa (9. vek)
4. Feudalna književnost (10. vek)
5. Sholastička književnost (11. i 12. vek)
6. Učena književnost (13. vek)

## Pozna antika (4–5. vek)

### Paganska književnost
Početak 4. veka obeležen je Dioklecijanovim i Konstantinovim reformama, Milanskim ediktom (313. g.) i prodorom hrišćanstva, čija se crkvena organizacija stapa s carskom vlašću. Širenje hrišćanstva i njegovo postepeno pretvaranje u državnu religiju živo se odrazilo na razvoj književnosti na latinskom jeziku. Ipak, paganska književnost u 4. veku ponovo daje čitav niz dela u stihu i prozi, nadahnutih klasičnim uzorima. Među najznamenitijim predstavnicima poslednjeg bljeska paganske književnosti nalaze se Kvint Aurelije Simah Euzebije (Quintus Aurelius Symmachus Eusebius, oko 345–402), od koga se sačuvalo nekoliko govora i izveštaja (relationes) koje je podneo caru dok je obavljao dužnost prefekta grada (383–384), Makrobije Teodozije (Macrobius Theodosius, oko 400), koji u delu Saturnalije (Saturnalia) u formi dijaloga izlaže rimske starine, Servije (Servius, rođen oko 370), čuveni komentator Vergilijevih dela, Klaudije Klaudijan (Claudius Claudianus, oko 375–nakon 404), koji je napisao brojne panegiričke epove i epilije u čast cara Honorija i njegovog znamenitog pomoćnika Stilihona te mitološke epove Borba Giganata (Gigantomachia) i Otmica Prozerpine (De raptu Proserpinae), Amijan Marcelin (Ammianus Marcellinus, oko 330–oko 395), koji je nastavio Tacitove Istorije i u svojim Značajnim delima (Res gestae) na objektivan i nepristrasan način obradio rimsku istoriju od cara Nerve do smrti Valensove (96–378) te, naposletku, Marcijan Kapela (Martianus Capella, oko 400), koji u Svadbi Merkurija i Filologije (De nuptiis Mercurii et Philologiae) mešavinom proze i stiha, u stilu menipskih satira i s puno alegoričnosti, govori o postanku sedam naučnih disciplina (septem artes liberales) ― gramatike, dijalektike, retorike (koje će u srednjovekovnoj školi čini tzv. trivium) te geometrije, aritmetike, astronomije i muzike (tzv. quadrivium). Na tragu oduševljenja starim vremenima i paganskom verom nalazi se i Rutilije Klaudije Namacijan (Rutilius Claudius Namatianus), koji je u elegijskim distisima napisao delo O povratku (De reditu, 2 knjige), u kome opisuje put iz Rima u Galiju 416. ili 417. godine.

### Hrišćanska književnost
Premda poslednji izdanci klasične paganske književnosti tako nastavljaju svoj život sve do početka 5. veka, u poslednjem razdoblju carstva latinskom su književnošću vremenom potpuno ovladali hrišćanski duh i sadržaj. Već oko polovine 2. veka pojavljuju se, uz grčke, i latinski tekstovi s hrišćanskom tematikom (prevod Biblije, tzv. Latina vetus; svetačke legende Acta martyrum Scillitanorum itd.), a od kraja 2. veka deluje na latinskom jezičkom području, naročito u Africi, značajan broj pisaca poznatih kao latinski crkveni oci (patres Latini). Njihovi se filozofsko-teološki radovi obračunavaju s predstavnicima liberalne paganske misli ili, pak, s pristalicama različitih otpadničkih sekti i jeresi unutar samoga hrišćanstva.
Najstarija su poznata takva dela Oktavije (Octavius) pokrštenog rimskog pravnika Minucija Feliksa (Minucius Felix, 3. vek) i Odbrana (Apologeticum) Kvinta Septimija Tertulijana (oko 155‒oko 230), oba nastala na afričkom tlu. Iz rimske Afrike potiču još: kartaginski biskup Cecilije Ciprijan (Caecilius Cyprianus, oko 200‒258), autor mnogih egzegetskih, didaktičkih i polemičkih rasprava i pisama, npr. O jedinstvu katoličke crkve (De catholicae ecclesiae unitate) i Kvirinu da idoli nisu bogovi (Ad Quirinum quod idola dei non sunt); Arnobije iz Numidije (Arnobius, oko 260‒327), pisac borbenog spisa Protiv pagana (Adversus nationes) u sedam knjiga; Lucije Cecilije Firmijan Laktancije (Lucius Caecilius Firmianus Lactantius, oko 260‒oko 340), čiji Uvod u božanski nauk (Institutiones divinae) na apologetski način daje enciklopedijski pregled antičke mitologije i filozofije; druga su mu važna dela O srdžbi Božjoj (De ira dei), gde nastoji opovrgnuti Epikurove teze o bogovima, te O smrti progoniteljâ (De mortibus persecutorum), gde opisuje kako su skončali carevi koji su progonili hrišćane. Afričkog je porekla i najistaknutiji latinski crkveni otac Aurelije Avgustin (Aurelius Augustinus, 354‒420), pisac autobiografskih Ispovesti (Confessiones, 13 knjiga) i istorijsko-filozofskog traktata O državi Božjoj (De civitate Dei, 22 knjige), delâ koja su, uz ostale njegove spise (više od stotinu), vekovima uticala na hrišćansku filozofsko-teološku misao.
U burno doba gotskih invazija i agonije kasnoantičkog Rima deluje milanski biskup Ambrozije (Ambrosius, oko 340‒397), pisac homilija, poslanica, crkvenih himni i etičkog traktata O dužnostima službenika oltara (De officiis ministrorum), značajan kao začetnik hrišćanskog besedništva i zapadne himnodije. Njegov je savremenik bio Sofronije Euzebije Jeronim (Sophronius Eusebius Hieronymus, oko 345–420), rođen na granici Dalmacije i Panonije, autor Vulgate, najuglednijeg latinskog prevoda Biblije, pisac temperamentnih poslanica te autor Hronike (Chronica), koja je u srednjem veku poslužila kao temelj celokupne hronologije. Sažeti istorijski pregled dao je i Sulpicije Sever (Sulpicius Severus, oko 365‒oko 425) u svojoj Hronici (Chronica), u koju je uključio i portrete i opise oblikovane po uzoru na Salustijeve.
Između 3. i 5. veka razvija se i na italskom tlu i u provincijama (Hispaniji, Galiji, Africi) bogato pesništvo hrišćanske inspiracije. Komodijan (Commodianus, 3‒4. vek) napisao je Odbrambenu pesmu protiv Jevreja i pagana (Carmen apologeticum adversus Iudaeos et gentes) i Uputstva (Institutiones); na latinskom, oslonjenom na narodni jezik i uz primese barbarizama, piše rustične stihove i, kao predstavnik verskog fanatizma, u jednom od njih uzvikuje: "Tuguje večno grad koji se razmetao da je večan" (Luget in aeternum quae se iactabat aeternam). Hilarije iz Poitiersa (Hilarius, oko 330‒367) uz rasprave i istorijske spise o arijanstvu, piše i himne namenjene liturgijskim potrebama. Decim Magno Auzonije (Decimus Magnus Ausonius, 309‒394) sastavio je raznolike pesničke zbirke, među kojima se posebno ističe pesma Mosella, nazvana prema istoimenoj reci, gde se s puno osećanja slikaju detalji pejsaža i života na obali reke. Paulin iz Nole (Paulinus Nolanus, 354‒431) ostavio je zbirku od 36 pesama, većinom religioznih, u kojima se očituje pesnikovo visoko retoričko obrazovanje, a značajna je i njegova, uglavnom stihovana, korespondencija s Auzonijem i drugim savremenicima. Aurelije Prudencije Klement (Aurelius Prudentius Clemens, 348‒oko 410) u nekoliko didaktičko-epskih (npr. Borba duše [Psychomachia], Poreklo greha [Hamartigenia]) i u dve zbirke lirskih pesama (Časovi svakog dana [Cathemerinon liber] i Venci mučenika [Peristephanon liber]) nastoji povezati biblijsku i rimsku tradiciju, odnosno hrišćansku misao s klasičnim obrascima. Na tlu Italije stvara Sedulije (Sedulius), koji je oko 450. u Uskršnjoj pesmi (Paschale carmen) obradio Hristov život stilom koji podseća na Vergilija, ali uz mnogo retorskih ukrasa. Rodom iz Galije bio je Gaj Solije Modest Apolinar Sidonije (Gaius Sollius Modestus Apollinaris Sidonius, 430–487), od koga su sačuvane 24 pesme, uglavnom panegiričkog sadržaja, te devet knjiga Pisama (Epistolae), pisanih u retoričkom stilu, možda po uzoru na Plinija i Simaha.
Anicije Manlije Severin Boetije (Anicius Manlius Severinus Boethius, oko 480–524), "poslednji Rimljanin", pisao je udžbenike s područja aritmetike, muzike, geometrije i astronomije ― koje je on prvi nazvao kvadrivijem ― te filozofske i teološke rasprave u kojima je nastojao postići sintezu neoplatonske ontologije i hrišćanske dogmatike. Glavno njegovo delo, koje je do 18. veka bilo čitano gotovo jednako mnogo kao Biblija i Vergilije, jeste Uteha filozofije (Consolatio Philosophiae, 5 knjiga), u kojem se, mešavinom proze i stiha, tj. u tzv. prozimetru, daje Boetijev razgovor s personifikovanom Filozofijom. Celo delo prožima potraga za uzrocima zla i načini njegova prevladavanja, čovekova volja i samospoznaja te život u skladu s prirodom; Hrista i hrišćanstvo autor nigde ne spominje.

## Doba varvarskih država (6–8. vek)
Peti vek vreme je velikih seoba naroda, kad se preko zemalja Rimskog carstva kreću velike skupine germanskih naroda, koji u tim oblastima stvaraju svoje države dužeg ili kraćeg trajanja. Vandali osnivaju svoju državu u severnoj Africi, s prestonicom u Kartagini, koja traje od 429. do 534. godine, preduzimajući napade na Italiju, sve do Rima. Istočni Goti (Ostrogoti) osnivaju državu u Italiju (493–553), koju zamenjuje država Langobarda, koja će potrajati oko dve stotine godina (568–775) i onda pasti pod franačku vlast. Zapadni Goti Vizigoti oko 415. osnivaju državu u južnoj Galiji i Hispaniji, koja se u Galiji održala do oko 506. i tad potpala pod franačku vlast, a u Hispaniji do 711. godine, kad su je srušili Arabljani i tom prilikom uništili mnoge biblioteke s vrednim rukopisima. U zapadnoj Evropi naseljavaju se Franci i Burgundi, u Britaniju, koju je rimska vojska već bila napustila, provaljuju Angli i Sasi, a Briti prelaze iz Britanije na kontinent, u oblast koja će po njima biti nazvana Bretanjom.
U takvim uslovima nestaje antički i izgrađuje se srednjovekovni svet, a ljudi hrišćanske crkve, naročito oni u samostanima, rade na spašavanju blaga antičke kulture i, delimično ga zaodevajući u hrišćansko ruho, sintezom klasične i hrišćanske misli, predaju ga za odgoj novih naraštaja, novih naroda. U Africi, pored Marcijana Kapele, krajem 5. veka deluju Drakoncije (Blossius Aemilius Dracontius), iza koga je ostala jedna pesma u kojoj vandalskog kralja moli da ga oslobodi zatvorske kazne te heksametarske Pohvale bogu (Laudes Dei) u tri knjige, zatim Fulgencije (Fabius Planciades Fulgentius), koji u prozimetarskoj Mitologiji (Mythologiae) u tri knjige na alegorijski način tumači antičke mitove, a u Razdobljima sveta i čoveka (De aetatibus mundi et hominis) daje pregled opšte istorije u 14 knjiga na temelju Biblije te, naposletku, Viktor iz Vite (Victor Vitensis) s Istorijom progona u pokrajini Africi (Historia persecutionis Africanae provinciae). U 6. veku deluje Priscijan (Priscianus Caesariensis), čiji je Gramatički udžbenik (Institutiones grammaticae), pisan oko 500. u Carigradu, ostao temeljnim delom s područja latinske gramatike tokom celog srednjeg veka.
U gotskoj Hispaniji biskup Isidor Seviljski (Isidorus Hispalensis, oko 570‒636) piše enciklopedijske Etimologije (Etymologiae seu Origines), u 12 knjiga, gde donosi mnoštvo podataka iz paganskih i hrišćanskih pisaca; među drugim njegovim spisima, u kojima ima i teoloških i polemičkih, značajna je Istorija Gala, Vandala i Sveba (Historia Gothorum, Wandalorum, Sueoborum). Teološke spise i dela koja propagiraju hrišćanske vrednosti pišu u Španiji u to vreme i Leandar Seviljski (Leander, umro 600), Martin iz Brage (Martinus Bracarensis, oko 515–580) i Ildefons (Ildefonsus Toletanus, oko 607–667), koji je napisao i nastavak Jeronimovog dela O slavnim ljudima (De viris illustribus). U Hispaniji je nastalo i putopisno delo u kojem redovnica Eterija (Aetheria, oko 400?) opisuje svoj put po Svetoj zemlji, a poznato je pod naslovima Putovanje Eterijino (Itinerarium Aetheriae) i Hodočašće u sveta mesta (Peregrinatio ad loca sancta).
U Italiji papa Grgur Veliki (Gregorius, papa 590–604) napisao je, između ostalih teoloških dela, Tumačenja Knjige o Jobu (Moralia in Job, 35 knjiga), koja će vekovima ostati uzor hrišćanske didaktičke tzv. "vulgarnohrišćanske" proze. Dugotrajan će uticaj ostaviti još dve ličnosti koje u 6. veku deluju u Italiji. Benedikt iz Nursije (Benedictus , oko 480–550) napisao je Pravila samostanaca (Regula monachorum), u kojima je odredio dužnosti monaha i postao osnivač benediktinskog reda. Za očuvanje klasične književne baštine Rima i održavanje tradicionalnoga gramatičko-retoričkog obrazovanja velike zasluge ima Aurelije Flavije Kasiodor (Flavius Magnus Aurelius Cassiodorus, oko 490‒oko 580), koji je napisao programatsko delo o školskom obrazovanju pod naslovom Udžbenik božanskih i svetovnih nauka (Institutiones divinarum et secularium litterarum, u 2 knjige) te osnovao samostansku školu i skriptorij nazvan Vivarij. Njegova nastojanja prihvatio je i u velikim razmerama razvio monaški red benediktinaca, osnovan u samostanu Monte Cassino 529. godine, koji je u relativno kratkom periodu osnovao svoje samostane širom zapadne i južne Evrope. Među drugim njegovim delima najvažnija su: Hronika (Chronica) od Adama do 519. godine, zatim Crkvena istorija (Historia ecclesiastica), na koju će se monasi dugo ugledati pri pisanju istorijskih dela, te Gotska istorija (Historia Gothica) u 12 knjiga, koja je danas poznata samo iz druge ruke. Naime, tu knjigu u svom delu Poreklo i dela Gotâ (De origine actibusque Gothorum) obilno koristi Jordanis (6. vek), jedini gotski pisac od koga su sačuvana dela pisana latinskim. Početku 6. veka pripada i Boetije, koji je u tamnici, čekajući pogubljenje na koje ga je zbog izdaje osudio vizogotski kralj Teodorih, napisao Utehu filozofije, jednu od najčitanijih knjiga u srednjem veku, i čiji su prevodi Aristotela i prikazi različitih disciplina bili temelj filozofsko-naučnog obrazovanja tokom celog srednjeg veka.
U zemljama Germana i Kelta, koje su benediktinci i drugi rimski misionari (Kolumba, Patrik, Hadrijan, Teodor, Bonifacije, Gal i dr.) priključili hrišćanskom svetu, stvaraju se ‒ na dvorovima, u samostanima i pri katedralama ‒ snažni latinistički centri, čiji rad, prožet religioznim shavatnjima i namerama, ima i umetnički i prosvetni značaj. U Irskoj Patrik (Patricius, oko 389–461) radi na pokrštavanju stanovništva na tom ostrvu te piše Ispovest (Confessio) o svom putu u Galiju i povratku u Irsku u ulozi misionara. U Britaniji Gildas Mudri (Gildas Sapiens, oko 500–570) piše delo Propast i tužaljku Britanije (De excidio et conquestu Britanniae), a pripisuje mu se i pesma Oklop (Lorica), svojevrsna bajalica protiv neprijatelja. U Irskoj deluje Kolumba (Columba, umro 597), koji u dugoj himni Veliki stvoritelj (Altus prosator) daje istoriju sveta. Irski kaluđer Kolumban (Columbanus, oko 540–610) osnovao je samostane Luxeuil i Bobbio i sastavio pesmu u kojoj preporučuje čitanje antičkih pisaca i crkvenih otaca. Iz Engleske potiče Aldhelm (Aldhelmus, 650–720), kaluđer i zatim biskup, koji je u svojim delima slavio device, a svojim je spisima, npr. Pismom Acirciju (Epistula ad Acircium), ostavio dugotrajan uticaj na englesko obrazovanje. Njegov će život, na hagiografski način, u 7. veku opisati Jona iz Suze (Jonas). Jedan od najvećih pisaca srednjovekovne književnosti bio je Beda Časni (Beda Venerabilis, oko 670–735), koji je napisao velik broj dela, od kojih je najznamenitije Crkvena istorija engleskog naroda (Historia ecclesiastica gentis Anglorum), koja u 5 knjiga, jasno razlučujući istinu i legendu, obrađuje razdoblje od Cezarovog iskrcavanja u Britaniji do 731. godine, a značajna je kao najvažniji izvor podataka o anglosaksonskoj Engleskoj pre danskih invazija. Beda je napisao i delo O prirodi (De rerum natura), u kojem je dao pregled tadašnjeg znanja, te spise o računanju vremena s kasnije često korišćenom hronikom sveta. Jedan od najvećih delatnika na području latinske kulture i hrišćanske vere na evropskom kopnu bio je Bonifacije (Bonifatius, oko 675–754), poreklom iz Wessexa, koji je mnogo radio na pokrštavanju Nemačke te pisao pesme, zagonetke i sastavio jednu latinsku gramatiku na temelju Donatove.
U Galiji, uz Sidonija Apolinara, deluje Alcim Ekdicije Avit (Alcimus Ecdicius Avitus, oko 450–518), biskup u Vijenu, autor biblijskog epa Događaji duhovne povesti (De spiritalis historiae gestis) u 5 knjiga, u kojem je prvi put umetnički obrađena tema o izgubljenom raju. Među druge galske pisce pripadaju Genadije iz Masilije (Gennadius, kraj 5. veka), čiji spis O slavnim ljudima (De viris illustribus) nastavlja Jeronimovo istoimeno delo, zatim Cezarije od Arlesa, čije propovedi daju vernu sliku njegovog vremena, te Magno Feliks Enodije (Magnus Felix Ennodius, 473–521), koji je pisao pesme, govore, pisma i hagiografske spise. Jedan od najznačajnijih pesnika 6. veka bio je Venancije Fortunat (Venantius Honorius Clementianus Fortunatus, oko 530–600), koji je bio mnogo čitan sve do 12. veka; napisao je i nekoliko životopisa u prozi, a najvažnije mu je pesničko delo zbirka Raznovrsnih pesama (Miscellanea) u 11 knjiga. Istaknuti istoričar bio je biskup Grgur Tourski (Gregorius Turonensis, 538–594), čije je najvažnije delo Franačka istorija (Historia Francorum), koja u 10 knjiga obrađuje razdoblje od Adama do kraja 4. veka. U 7. i 8. veku dolazi do opadanja kulture u merovinškoj državi i, ako neko razdoblje srednjeg veka zaslužuje da se nazove mračnim dobom, to bi bilo pozno merovinško razdoblje. Iz tog vremena potiču tek dva istoriografska dela, oba oskudna i pisana nemarnim jezikom: Fredegarovu hroniku istoriografsko je delo koje je pisalo više autora između 613. i 658. godine i potom više puta nastavljano, a nepoznatog je autora i Knjiga franačke istorije (Liber historiae Francorum ili Gesta Francorum), napisana 727. i zatim nastavljena 736. godine.

## Karolinška renesansa (9. vek)

### Doba Karla Velikog
U razvoju srednjovekovnog latiniteta značajna je tzv. karolinška renesansa, kojoj je glavni podsticaj svojim prosvetnim nastojanjima dao Karlo Veliki, franački kralj i potom car (vladao 768–814), okupivši na svojem dvoru najpoznatije književnike i predstavnike crkvene i svetovne učenosti na prelazu između 8. i 9. veka. U velikoj je meri verovatno bio vođen potrebama praktične politike, odnosno nužnošću da za uspostavljanje delotvorne uprave u velikoj državi stekne pomoć pismenih ljudi, a ti su učeni ljudi onda započeli težak proces prilagođavanja drevne učenosti ljudima i prilikama srednjeg veka: proučavana je latinska gramatika, elementi logike, sređivana su dela crkvenih otaca, pravljeni izbori iz rimskih klasika te organizovano prepisivanje rukopisa, pri čemu je razvijeno minuskulno pismo poznato kao karolina. U to se vreme udaraju temelji zapadnoevropskog kulturnog jedinstva, a na području književnosti naročito se neguju teologija, hagiografija, istoriografija, filozofija i poezija.
Karlo je na svom dvoru prvo okupio ljude iz Italije i s britanskih ostrva. Među njima se ističe Alkuin (Alcuinus, oko 735–804), organizator franačkog školstva i autor mnogih gramatičkih, filozofskih, teoloških i drugih priručnika, učitelj u Dvorskoj školi (Schola Palatina) Karla Velikog, a potom organizator prepisivanja rukopisa paganskih i hrišćanskih autora, naročito u opatiji sv. Martina u Toursu, gde je organizovao skriptorij, čija će prepisivačka delatnost, nastavljena u Reimsu, Kelnu, Fuldi i drugde, zadužiti mnoge učene ljude srednjeg veka.
Iz Italije su na Karlov dvor došla trojica Langobarda. Petar iz Pise (Petrus Pisanus), učitelj i pesnik, podučavao je Karla gramatiku. Paulin Akvilejski (Paulinus, oko 730–802), učitelj gramatike i pesnik, koji je, uz pesme verskog sadržaja, napisao i pesmu Razorenje Akvileje (De destructione Aquileiae), čijim je patrijarhom imenovan 787, gde slavi drevni sjaj svog rodnog grada i oplakuje razaranje od Atiline ruke koje je došlo kao božja kazna za preveliki ponos. Pavle Đakon (Paulus Diaconus, oko 730–799?) pisao je i pesme, no važniji je kao autor nekoliko istoriografskih dela, od kojih je naznačajnije Istorija Langobarda (Historia Langobardorum) u 6 knjiga, koja obrađuje razdoblje do 744. godine, a dragocena je zbog piščevog zanimanja za narodne legende, njegovog jasnog jezika i pripovedačke veštine.
Najveći pesnik za Karlova života bio je Vizigot Teodulf Orleanski (Theodulfus, oko 760–821), koji u pesmama obrađuje raznovrsne motive, kao što su moralni i doktrinarni problemi, biblijske teme, događaji iz svakodnevnog života, prigodničarske teme, a njegova himna o Hristovom ulasku u Jerusalim (Slava ti, hvala i čast [Gloria, laus et honor]), puna lirizma i spevana u elegijskom distihu, ušla je u liturgiju nedelje Cvetnice. Pesništvom su se bavili i Alkuinovi učenici ― Franak Angilbert (Angilbertus, oko 750–814) te Amalar (Amalarius, oko 775–850?), koji u pesmi Pomorski stihovi (Versus marini) opisuje svoj put u Carigrad, kamo je pošao po Karlovom nalogu, i neugodnosti koje je među Vizantincima doživeo.

### Drugi karolinški naraštaj
Polet koji je Karlo Veliki dao književnosti nastavlja se kroz čitav 9. vek i nakon njegove smrti (814). Dvorska škola gubi svoju središnju ulogu, ali zato bogate opatije koje deluju pod pokroviteljstvom dvora (Fulda, Corbie, Luxeuil, St. Gallen, Reichenau, Tours, Liège itd.) te samostanske, dvorske i katedralne škole postaju rasadnici znatnog broja pisaca. Nakon Karlove smrti na književnom se polju istakao Einhard (Eginhardus, oko 770–840), čije je najveće i naznačajnije delo Život Karla Velikog (Vita Caroli Magni), u kome slavi ovog vladara, ali ipak većinom ostaje veran istini, ugledajući se pri tom na Svetonijeve Živote careva. Einhard se ponekad smatra i autorom prerađenog teksta Anala franačkog kraljevstva. Udžbenike i priručnike s brojnih područja, uz biblijske komentare, pisma i propovedi, piše Hraban Mauro (Hrabanus Maurus, oko 780–856), čije je najveće delo O svemiru (De universo ili De rerum naturis) u 22 knjige, gde po ugledu na Isidora Seviljskog daje enciklopedijski pregled znanja s područja prirodnih nauka, a zanimljiva su mu i dela O obrazovanju sveštenika (De institutione clericorum) i O pronalasku jezikâ (De inventione linguarum).
Hrabanov je učenik bio Walahfrid Strabon (oko 808–849), tumač Biblije, pisac pesme Baštica (Hortulus ili De cultura hortorum), gde s mnogo ljupkosti opisuje vrt samostana Reichenaua, te autor poetske Wettinove vizije (Visio Wettini), koju je napisao u dobi od petnaest godina i u kojoj opisuje kako jedan njegov učitelj na samrti ima viđenje neba i pakla. Drugi Hrabanov učenik bio je Lupo Servat (Lupus Servatus, oko 805–862), koji je pisao životopise, pisma, propovedi i himne, a veliko je zanimanje pokazivao i za antičke pisce te je tragao za rukopisima s njihovim delima. Treći Hrabanov učenik bio je teolog i pesnik Gottschalk (Godescalcus, oko 803–869). Njemu se ponekad pripisuje Teodulova ekloga (Ecloga Theoduli), gde se u obliku dijaloga izlažu antički mitovi i priče iz Starog zaveta.
Jovan Skot Eriugena (Johannes Scottus Eriugena, oko 810‒877), koji deluje u krugu cara Karla Ćelavog, prvi je originalni srednjovekovni filozof, pisac metafizičko-mističkog traktata O podeli prirode (De divisione naturae), u kome nastoji dati pregled dotadašnje srednjovekovne filozofije spajanjem neoplatonske i hrišćanske misli u izrazito panteističkom smislu, zbog čega su njegovi spisi osuđeni u 13. veku. Iz Irske, kao Eriugena, dolazi i Sedulije Skot (Sedulius Scottus, cvetao 840–860), pisac Knjige o hrišćanskim vladarima (De rectoribus christianis), u kojoj raspravlja o vladarskim dužnostima, te autor zapaženih pesama, u kojima dolazi do izražaja njegova pesnička nadarenost i rečitost. Zanimljiva je Ekloga o ćelavcima (Ecloga de calvis), pesma koju je Karlu Ćelavom posvetio Hukbald od sv. Amanda (Hucbaldus, oko 840–930) i u kojoj se hvale ćelavost i znameniti ćelavci iz istorije, a svaka reč u svih 146 heksametara počinje slovom "c".
Među najvrednija srednjovekovna dela pripada junački ep Valter (Waltharius, 1.456 heksametara), koji je najverovatnije nastao u 9. veku i zapravo predstavlja nemačku junačku priču zaodenutu u latinsko ruho te pripoveda jednu epizodu iz vremena provale Huna pod vodstvom Atile. Veruje se da je ovaj ep napisao Ekehard I (oko 900–973), monah u St. Gallenu, no ima i razloga koji govore protiv njegovog autorstva.

## Feudalna književnost (10. vek)
Deseto stoleće smatra se "najmračnijim" od tzv. mračnih vekova, budući da evropska kultura prolazi kroz period stagniranja i opadanja, pritisnuta nepovoljnim društvenim i političkim prilikama, pa se zatvara u crkvene i samostanske zidove, odakle se opire brojnim barbarskim napadima, koje preduzimaju, na primer, Saraceni iz Španije i Afrike, Normani i Germani, Ugri i Slaveni, ali i narastajućem duhu laicizma, koji se počeo širiti. Na području književnosti u ovom su razdoblju najaktivniji stvaraoci iz Nemačke, koji se pokazuju sposobnim iskoristiti znanja stečena u prethodnom stoleću; na latinskom se pišu sage, legende i nacionalni epovi, i ta književna delatnost konceptualno nadmašuje dotadašnje ropsko podražavanje klasika. U doba trojice careva Svetog rimskog carstva koji su se svi zvali Oton ― Oton I (936–973), Oton II (973–983) i Oton III (983–1002) ― prilike za kulturno stvaralaštvo donekle se poporavljaju, pa se to vreme naziva otonskom renesansom, a na području književnosti nastaju neka značajna epska dela, zbog čega se 10. stoleće naziva i Vergilijevim vekom (aetas Vergiliana).
U ovo doba nastaje sekvencija (sequentia = "nastavak, produžetak"), lirska vrsta koja je nastala produžavanjem krajnjeg a iz liturgijskog usklika Aleluja u niz tonova s posebnom melodijom, a taj je produžetak potom Notker Mucavac (Notker Balbulus, oko 840‒912) ispunio tekstom u vezi s crkvenim praznikom koji se slavio. Ubrzo se sekvencija osamostalila u posebnu pesmu, a tokom srednjeg veka nastalo ih je mnogo hiljada, od kojih su najpoznatije Dies irae (U dan gneva) i Stabat mater dolorosa (Stala plačuć tužna mati). Notker je u napisao i Karlova dela (Gesta Karoli), prozno delo u 2 knjige, s nizom zanimljivih anegdota.
Karla je u epskoj formi opevao neki anonimni monah iz Corveya, danas poznat kao Saski pesnik (Poeta Saxo), koji je oko 890. sastavio Anale o delima Karla Velikog (Annales de gestis Karoli Magni). Epsku poeziju predstavljaju i Ratovi za Pariz (De bellis Parisiacae urbis) francuskog monaha Abona (Abbo) iz St. Germainea (kraj 9. veka), gde se opevaju sukobi s Normanima, te Dela cara Berengara (Gesta Berengarii imperatoris) (početak 10. veka) nepoznatog pisca iz Italije.
Veliki zamah u 10. veku doživljava hagiografija, tj. životopisi svetaca, u kojima se većinom primenjuje tipična shema: poreklo, rođenje, detinjstvo, odgoj, pobožnost, nalaženje i prenos relikvija. Na tu se vrstu književnosti često nadovezuju čudesa (miracula) koja su se događala zahvaljujući svecu, npr. čudesna ozdravljenja i sl.
Svestran je bio veronski biskup Raterije (Ratherius, 905‒974), koji je, između ostalog, napisao Predgovore (Praeloquia) u 6 knjiga, gde, uz dosta duhovitosti, govori ne samo o dužnostima vladara, nego i o dužnostima hrišćanina svake dobi i svakog staleža. Mnogo duha pokazuje i Liutprand Kremonski (Liutprandus Cremonensis, oko 920‒972), koji je posetio Carigrad i zatim napisao Izveštaj o poslanstvu u Carigrad (Relatio de legatione Constantinopolitana), s mnogo živih detalja o vizantijskom dvoru i o neugodnostima koja je tamo doživeo. Kontakti zapadne Evrope s Vizantijom proizveli su u ovo vreme i latinski prevod grčkog proznog Romana o Aleksandru iz 2. veka nove ere, koji se ranije pogrešno pripisivao Kalistenu; taj je prevod snačinio napuljski sveštenik Leon i on će poslužiti kao temelj za kasnije obrade te teme na zapadu, uključujući i one na slavenskim jezicima. Iz ovog su doba i najstariji rukopisi heksametarske Povesti kralja Apolonija (Historia Apollonii regis), od koje se sačuvao samo početak, a predstavlja delimični prepev grčkog romana i verovatno je nastala još u vreme pozne antike.
U 10. i 11. veku sve se više razvijaju katedralne škole, od kojih su najpoznatije u Reimsu i Chartresu. U Reimsu deluje Gerbert (Gerbertus, oko 940‒1003), najučeniji čovek svog vremena, koji će kasnije postati papa Silvester II, a koji upoznaje hrišćanski zapad s arapskim naučnim dostignućima i piše niz dela s područja matematike i prirodnih nauka. U Chartresu deluje Fulbert (Fulbertus, 960‒1028), koji piše pisma, propovedi i pesme, od kojih se dve nalaze u znamenitoj zbirci Pesme iz Cambridgea (Carmina Cantabrigiensia). U Liègeu je Egbert (rođen oko 970) napisao poznatu školsku knjigu Krcata lađa (Fecunda ratis) s raznovrsnom građom i primerima iz hrišćanskih i rimskih pisaca. Među proznim piscima ovog doba ističu se još polihistor Haton iz Vercellija (Hatto, umro 960), Gunzon iz Novare (Gunzo Novariensis), kome se pripusuju dva pisma, jedno upućeno Hatonu (Epistola ad Attonem) i drugo upućeno bratstvu u Reichenau (Epistola ad Augienses fratres) te, naposletku, Abbon iz Fleuryja (Abbo Floriacensis, oko 945‒1004), koji je, između ostalog, napisao latinsku gramatiku za svoje učenike iz Engleske, spis o izračunavanju Uskrsa (computus), zatim Sažetak o životima 91 rimskog pape (Epitome de XCI Romanorum Pontificum Vitis), napravljen na temelju starije Pontifikalne knjige (Liber pontificalis), jedno delo o kanonskom pravu (Collectio canonum) i druge spise.
Jedna od najznačajnijih spisateljica srednjeg veka bila je Hrotsvitha (Hrotsvith, oko 935–oko 1000), opatica u Gandersheimu, koja je, uz pesme ― među kojima su i dve istorijske tematike: Dela Otonova (Gesta Ottonis) te pesma o osnivanju gandersheimske opatije ― po uzoru na rimskog komediografa Terencija, napisala šest religioznih drama moralnog sadržaja, npr. Galikan (Gallicanus) o obraćanju u hrišćanstvo jednog rimskog oficira i njegovoj mučeničkoj smrti, Dulcicije (Dulcicius) o smešnim doživljajima provincijskog namesnika koji progoni hrišćane itd. Te su drame pisane u ritmičkoj prozi i bile su namenjene čitanju, a ne scenskom prikazivanju.
Iz 10. ili 11. veka potiče anonimni ep Bekstvo zarobljenika (Ecbasis captivi) u leoninskim heksametrima, prvi primer životinjskog epa, nastao verovatno u oblasti Vogeza u Francuskoj. To je zapravo basna u okviru koje se pripoveda još jedna basna. Vuk je na Uskrs uhvatio jedno tele, a zatim je usnio san u kome je dobio upozorenje da ne sme pojesti to tele. U međuvremenu, i druge životinje dolaze do vučje jazbine. Zatim se pripoveda umetnuta basna o tome zašto su vuk i lisica neprijatelji: lav, kralj životinja, jednom je prilikom bio bolestan i sve su životinje došle i predlagale kako ga izlečiti, osim lisice, pa je vuk predložio da se lisica kazni smrću zbog nebrige. No, panter pozove lisicu da se brani od optužbe te se lisica pojavi i kaže da je bila na hodočašću i da zato nije mogla ranije doći, a zatim ponudi lavu i lek: treba da odere vuka i njegovu kožu upotrebi kao pokrivač. Kad je tako i učinjeno, lav je ozdravio, njegovi pratioci pevaju pesme u kojima patnje lava porede s Hristovom pasijom, a lisica bude postavljena, umesto vuka, za glavnog dvorjanina. Završivši priču, vuk se pojavljuje pred okupljenim životinjama, koje omogućuju teletu da pobegne; bik obesi vuka na jedno stablo, a lisica mu napiše epitaf. Delo je puno aluzija, većinom na samostanski život, a u likovima životinjama kriju se monasi.
Na polju istoriografije u 10. veku ističu se Flodoard iz Reimsa (Flodoardus Remensis, oko 894‒966), pisac Istorije reimske crkve (Historia remensis ecclesiae); Liutprand Kremonski, koji je, uz spomenuti izveštaj iz Carigrada, napisao i hroniku Uzdarje (Antapodisis) te životopis Otona Velikog; češki monah Kristijan (kraj 10. veka), autor hronike Život i stradanje sv. Venceslava i sv. Ljudmile (Vita et passio sancti Venceslai et sanctae Ludmilae); Widukind iz Corweya (Widukindus Corbeius, oko 925–oko 973), pisac Saske istorije (Res gestae Saxonicae), važnog izvora za istoriju 10. veka; Ivan Đakon (Johannes Diaconus, 10–11. vek), čija je Venetska i gradežanska hronika (Chronicon Venetum et Gradense) važan izvor podataka za staru hrvatsku istoriju.

## Sholastička književnost (11. i 12. vek)
Godina 1000. predstavlja okvirnu datumsku granicu između ranog i poznog srednjeg veka, a iduća dva stoleća doneće velike promene u čitavoj Evropi. Među najvažnijim istorijskim događajima nalaze se borba za investituru, završena konkordatom u Wormsu 1122, zatim nastanak srednjovekovnih komuna, krstaški ratovi i novi odnosi s Orijentom, razvoj univerziteta i nastanak novih ili ponovno otkrivanje starih filozofskih struja. Kroz kontakte s arabljanskim i vizantijskim svetom Evropa je ponovo otkrila mnoga dela starogrčke književnosti koja su joj dotad bila gotovo nepoznata, među njima Platona i Aristotela, s kojima se sada upoznaje iz Averoesovih komentara i orijentalne patristike; zahvaljujući brojnim latinskim prevodima tih dela s grčkog i arapskog jezika, filozofski i književni uticaj bio je ogroman i ostavio je značajnog traga na istoriji evropske kulture. Univerziteti su, pak, omogućili laicima da osnaže svoju ulogu u kulturnom životu, koji se u prethodnom periodu većinom odvijao u samostanima i katedralnim školama; u univerzitetskim centrima cveta književna produkcija, kako profesora tako i studenata, kako se vidi na primeru golijarda ili vaganata, putujućih đaka i klerika, koji su pevali pesme religiozne i svetovne tematike, uključujući i ljubavne i vinske pesme te one koje na satirički način napadaju iskvarenost sveta i klera; najznamenitije su Buranske pesme (Carmina Burana), prikupljene u zbornik u 13. veku, ali većinom nastale u 12. veku. U svetlu svih ovih promena kulturni je preporod zahvatio sve oblasti duhovne delatnosti, uključujući i književnost. U prozi se naročito neguju teologija i filozofija, između kojih dolazi i do oštrog sukoba oko nadmoći jedne nad drugom. Jedanaesto se stoleće ponekad naziva Horacijevim vekom (aetas Horatiana), a dvanaesto Ovidijevim vekom (aetas Ovidiana).
Od 12. veka piše se velik broj dela s područja teorije književnosti, posebno tzv. poetika, od kojih je prvu, pod naslovom Veština stihotvorstva (Ars versificatoria), oko 1185. napisao Matej iz Vendome, gde u prozi, ali s brojnim primerima stihova, raspravlja o kompoziciji, figurama i tropima, podražavanju starih uzora. Drugi poetičar bio je Galfred iz Vinsaufa (Galfredus de Vino salvo ili Galfredus Anglicus ili Geoffrey of Vinsauf, umro oko 1210), koji je svoju heksametarsku Novu poetiku (Poetria nova), bogato retorski iskićenu i kasnije mnogo korišćenu kao udžbenik, posvetio papi Inokentiju III. Treći je Eberhard iz Bremena (Eberhardus Alemannus, polovina 13. veka), koji je u stihovima sastavio jednu poetiku, odevenu u alegorično ruho, pod naslovom Laborintus i s podnaslovom O nevoljama školskih upravnika (De miseriis rectorum scholarum).

### Jedanaesti vek
U Italiji u 11. veku deluje Petar Damjan (Petrus Damiani, 1007–1072), jedna od najvećih crkvenih ličnosti tog doba, iza koga su ostala brojna pisma, propovedi, hagiografski spisi, teološke rasprave i pesme, među kojima ima i duboko religioznih, ali sa satiričnim tonom.
Prvi veliki filozof srednjeg veka, nazvan "ocem sholastike", bio je Anselmo (Anselmus Cantaurensis, 1033–1109), nadbiskup u Canterburyju, koji je napisao veći broj filozofskih i teoloških spisa, većinom u dijaloškom obliku, npr. o istini (De veritate), o slobodi volje (De libertate voluntatis) i dr.
Iz 11. veka najverovatnije potiče Ruodlieb, "najstariji roman srednjeg veka", sastavljen u leoninskim heksametrima, ali sačuvan nepotpuno. Nastao možda u Bavarskoj i pisan dosta slabim latinitetom, ovaj roman pripoveda junačke zgode hrabrog viteza koji je deset godina odsustvovao iz domovine i morao se pridržavati dvanaest zlatnih pravila (npr. ne ulazi u kuću gde je muž star, a žena mlada).
Dva zbornika većinom anonimnih pesama, pisanih uglavnom u neklasičnim stihovima, sastavljena su u 11. veku. U Nemačkoj je nastala zbirka od 49 pesama koja se zove Pesme iz Cambridgea (Carmina Cantabrigiensia) jer se rukopis čuva u tom engleskom gradu; zbirka je sastavljena za pevanje i sadrži pesme raznolika sadržaja, uključujući i petnaest sekvencija, npr. o krunisanju cara Konrada II, a ima i šaljivih pesama, npr. o susretu sveštenika i vuka. Druga je zbirka sastavljena u Italiji i nosi naslov Ivrejski stihovi (Versus Eporedienses), gde se nalazi i jedna ljubavna pesma s novim motivom ― opisom ženske lepote.
Pesme u klasičnim metrima, prilagođenim duhu vremena, piše Hildebert iz Lavardina (1056–1134), autor elegija, epigrama, epitafa, pisama, propovedi, moralija, pesničkih biografija i poeme O svom progonstvu (De exilio suo), pisane po uzoru na Ovidijeve elegije iz progonstva. Stariji njegov savremenik, Marbod iz Rennesa (Marbodus Redonensis, oko 1035–1123) napisao je prvu srednjovekovnu poetiku, pod naslovom O ukrasima reči (De ornamentis verborum), te više pesama, epigrama, himni i pisama. Zanimljive pesme, npr. Čuda sv. Benedikta (Miracula s. Benedicti), piše Raoul Tortarije (Rodulfus Tortarius, oko 1065–oko 1120), no zanimljivija su njegova stihovana Pisma (Epistola ad diversos) u kojima opisuje najrazličitije teme (saveti prijatelju, opis putovanja).
Obilno istoriografsko stvaralaštvo, započeto krajem 10. veka, nastavlja se kroz 11. i 12. vek i kreće se od opšte istorije do istorije pojedinih zemalja, gradova, samostana i životnih povesti svetaca, vladara, crkvenih dostojnika itd. Ekehard IV (oko 980–1069) napisao je, pod naslovom Doživljaji sv. Galla (Casus sancti Galli), hroniku opatije u St. Gallenu, koju karakteriše živo i jasno pripovedanje. Plodan pisac, kako proznih tako i poetskih dela, bio je Balderik iz Bourgueila (Baldericus Burguliensis, 1046–1130), koji je, uz brojne prigodne spise (natpise, epitafe, posmrtne govore, zagonetke, pisma, religiozne pesme), napisao i istoriju krstaških ratova do 1099. pod naslovom Istorija Jerusalima (Historia Hierosolymitana). Svetsku je hroniku (Chronicon), koja seže do 1054, napisao Herman iz Reichenaua (Hermanus Contractus, 1013‒1054). Lambert iz Hersfelda (Lambertus Herveldensis, oko 1024‒1088) autor je Anala (Annales), u kojima je dao hronološki pregled istorije sveta i potom prikazao savremene događaje od 1040. do 1077, ugledajući se u stilu na Salustija te epske Pesme o saksonskom ratu (Carmen de bello Saxonico), koja govori o borbama Henrika IV protiv Sasa do 1075. godine. Adam Bremenski (Adam Bremensis, pre 1045‒1085) u svojim Delima biskupâ hamburške crkve (Gesta hammaburgensis ecclesiae pontificum) donosi obilje podataka o Polapskim Slavenima te geografski i istorijski opis severnoevropskih zemalja. Vipon (umro oko 1050), uz sekvencije i panegirike, sastavio je i izvrstan životopis cara Konrada II pod naslovom Gesta Chuonradi II imperatoris.

### Poezija 12. veka

#### Lirika i epika
Dvanaesti vek zlatno je doba latinske srednjovekovne književnosti, kad veliki polet doživljavaju lirika, epika, drama, kao i različite prozne vrste. U poeziji "ritmičko" pesništvo, temeljeno na prirodnom akcentu reči, odnosi konačnu prevagu nad metričkim, koje je stihove tvorilo po pravilima antičke versifikacije, gde je temelj činila smena dugih i kratkih slogova. Među novim shemama najpoznatiji je golijardski stih, koji je, kao i mnogi drugi, proistekao iz liturgije. Od velikih pesnika sekvencija ističe se Adam od Sv. Viktora (Adam a S. Victore, oko 1110‒1192), čije se sekvencije u čast Device Marije ističu naročitom lepotom. Tu je vrstu negovala i Hildegarda (Hildegardis, oko 1098‒1179), benediktinka iz Bingena, koja je, uz pesme, pisma, teološka dela i svetačke biografije, napisala i dva dela iz medicine (Causae et curae) i fizike (Physica) te tri knjige o svojim vizijama koje su joj se javljale još u mladosti; monasi su doterivali njen latinski jezik, prošaran nemačkim rečima.
Na području svetovne poezije razvija se ljubavna lirika, pastorala, vinske pesme, sve do satire i parodije. Uz nebrojene anonimne pesme, od kojih su mnoge prikupljene u zborniku Buranskih pesama (Carmina Burana), izdvaja se i svojim imenom nekoliko velikih pesnika ove epohe. Hugo Primas Orleanski (Hugo Primas d'Orléans, oko 1095‒1160), velikog pesničkog talenta (Primas znači "Prvak"), napisao je, između ostalih, pesmu Razdražen uvredama i nepravdama (Iniuriis contumeliisque concitatus), u kojoj napada kler zbog simonije, tj. trgovanja crkvenim privilegijama; za neke pesme građu je uzimao iz mitologije, npr. Orfej i Euridika, Troja, Odisej. Od brojnih pesama pesnika kome se zna samo nadimak Arhipoeta (Archipoeta = "Prvopesnik", oko 1160), a koji se smatra jednim od najboljih latinskih pesnika srednjeg veka, ističe se Ispovest Golije (Confessio Goliae), u kojoj peva životni ideal golijarda ― vino, žene, pesme. Među najboljim pesnicima ovog razdoblja nalazi se i Valter iz Châtillona (Gautier de Lille ili Gualterus ab Insulis, oko 1135‒oko 1200), koji je boravio na dvoru engleskog kralja Henrika II, gde se sprijateljio s Johnom iz Salisburyja. Pisao je ljubavnu, religioznu i satiričnu liriku, u kojoj napada moralnu iskvarenost klera, kao i veliki ep Aleksandrida (Aleksandreis, 5.406 heksametara), koji se mnogo čitao, a opevao je poduhvate Aleksandra Velikog, uglavnom prema romanesknom proznom delu rimskog pisca Kurcija Rufa.
Jedna od omiljenih pesničkih vrsta bila je stihovana preprika ili rasprava, nastala po uzoru na antičku eklogu i nazvana altercatio, conflictus, dialogus ili disputatio; takve su, na primer, pesme Prepirka ovce i lana (Conflictus ovis et lini), Prepirka vode i vina (Conflictus aquae et vini), Filida i Flora (Phyllis et Flora), gde se dve devojke prepiru oko toga čiji je izabranik dostojniji ljubavi, te Sabor u Remiremontu (Concilium in Monte Romarici), gde se parodira crkveni sabor, na kome opatice raspravljaju o tome je li bolja ljubav jednog viteza ili klerika i zaključuju da prednost treba dati kleriku.
Nastavlja se stvarati i pesništvo u tradicionalnim metrima. Josif iz Exetera (Iosephus Exoniensis ili Iscanus, 12. vek) napisao je ep Trojanski rat (De bello Troiano), jedan od naboljih epova srednjeg veka, a od njegovih izubljenih epova znamenita je bila Antiohijada (Antiocheis), hrišćanska epopeja o krstaškom pohodu Ričarda Lavlje Srce. Epiku pišu i Vilim Apulijski (11‒12. vek), autor epa Podvizi Roberta Guiscarda (Gesta Roberti Guiscardi), te Simon Zlatna Koza (Simon Aurea Capra), pisac Ilijade (Ilias) u 2 pevanja. Sredinom 12. veka Bernard Silvester (Bernardus Silvestris) napisao je, mešavinom proze i stiha, delo O svetskoj celini (De mundi universitate), gde prikazuje postanak sveta kombinujući novoplatonsko učenje i prikaze iz biblijske Knjige postanka, a njegov učenik Alan iz Lilla (Alanus ab Insulis, oko 1120‒1207) sastavio je, uz filozofske i teološke spise, delo u prozimetru Plač prirode (Planctus naturae), u kojem se tuži na iskvarenost ljudi, te delo Antiklaudijan (Anticlaudianus) od preko 6.000 stihova, u kojem daje alegorijski prikaz sveg tadašnjeg znanja.

#### Satira i drama
Satiru u obliku životinjskog epa pišu Nivard Gentski (Nivardus Gandensis), autor epa Izengrim (Ysengrimus) iz 1148. godine, od preko 6.500 elegijskih distiha, gde je spojeno više alegorijskih priča, verovatno poreklom iz narodne književnosti, o vuku Izengrimu, koji oličava monahe, i njegovom protivniku, liscu po imenu Reineke, te Nigel Wireker (Nigellus, oko 1130―oko 1200), engleski monah u Canterburyju, autor dela Ogledalo glupih (Speculum stultorum) od 3.862 elegijska distiha, satire o magarcu Brunelu (u čijem je liku predstavljen monah koji teži za častima i užitkom) koji je nezadovoljan svojim kratkim repom i o zgodama i nezgodama koje doživljava putujući Evropom u potrazi za lekom.
Posebna je pesnička vrsta tzv. elegijska komedija, tj. elegija koja na komični način obrađuje prizore iz svakodnevnog života i stoji pod uticajem Plauta i Ovidija. Takva elegija obično ima između 300 i 500 stihova, a najduža ima 792 stiha. Većini sačuvanih ne zna se autor, no tri se u 12. veku ipak spominju poimence: Vital iz Bloisa (Vitalis Blesensis), autor Amfitriona (Amphitrion), gde je istoimena Plautova komedija prilagođena srednjovekovnim prilikama, i Kovčežića (Aulularia), pisanog po uzoru na poznoantičku komediju Zanovetalo, zatim Vilim iz Bloisa (Guilelmus Blesensis), autor komedije Alda (nazvane po glavnoj ličnosti) i, naposletku, Matej iz Vendome (Matthaeus Vindocinensis), pisac komedije Milon (Milo), gde je obradio orijentalnu priču o seljaku kome vladar pomuti bračnu sreću, ali lukava ženina braća spasu sestrin brak. Isti nepoznati autor sastavio je komade Lidija (Lidia) i Hvalisavi vojnik (Miles gloriosus), o vitezu koji je prevario seljaka i izmakao njegovim zamkama. U Engleskoj su nastale komedije Baukida i Trazon (Baucis et Thraso) o nasamarenom vojniku Trazonu te Babion (Babio) o škrtom i umišljenom starcu Babionu koga dvaput nasamare.
U 12. veku dostiže vrhunac drama, koja se razvila iz bogoslužja, posebno iz božićne i uskrsne liturgije, potpuno nezavisno od tradicije antičke drame. Prvim oblikom liturgijske drame smatra se tzv. Pohod grobu (Visitatio sepulchri), najpre samo naizmenično pevanje, tzv. trop, a potom i dijalog između sveštenika koji predstavlja anđela koji sedi pored Hristovog groba i tri druga klerika koji predstavljaju jerusalimske žene (tri Marije) koje su došle pomazati Hristovo telo. Obrađivali su se i drugi predmeti iz Starog i Novog zaveta i sve su te drame većinom anonimne. U Hrvatskoj su na latinskom sačuvane dve liturgijske drame iz 11. veka: Pohod grobu te Trokraljevska igra (Officium stellae), u kojoj se pojavljuju tri kralja koja su se došla pokloniti Isusu. Izdvojeno iz liturgijskog okvira stoji Drama o Antihristu (Ludus de Antichristo), koju je oko 1160, za vreme vladavine Fridriha Barbarose, sastavio neki klerik iz Bavarske, inspirisan legendama i fantazijama o kraju sveta, trogodišnjoj Antihristovoj vladavini i njegovoj konačnoj propasti; tu se, osim nemačkog cara i vladara Francuske, Vizantije, Jerusalima i Babilona, pojavljuju i alegorijski likovi: Paganstvo (Gentilitas), Sinagoga (koja oličava Jevreje) i Crkva (tj. hrišćanstvo).

### Proza 12. veka

#### Filozofija
Sačuvana su mnogobrojna prozna dela iz 12. veka, uključujući filozofska, teološka, haigiografska, hronografska, propovednička, epistolografska, pripovedačka.
Najveći filozof ovog razdoblja i jedan od najuticajnijih pisaca srednjeg veka bio je Petar Abelard (Petrus Abelardus ili Pierre Abélard, 1079–1142), jedan od utemeljitelja dijalektičke sholastičke metode, za šta je posebno značajan njegov spis Da i ne (Sic et non), u kome iznosi suprotstavljena mišljenja crkvenih otaca. Za književnost je najznačajnija, uz šest Tužaljki (Planctus), njegova autobiografska Povest nevoljâ (Historia calamitatum), u kojoj živo opisuje svoj burni život, uključujući i patnje svog srca, a u vezi je s tom autobigrafijom i njegova prepiska s Heloizom, tj. zbirka od osam, možda fiktivnih, pisama. Abelard se smatra začetnikom vesele poezije "lutajućih klerika" (clerici vagantes), koja je u 12. i 13. veku dala čuvene Buranske pesme.
Drugom četvrtinom 12. veka na duhovnom planu dominira Bernard iz Clairvauxa (Bernardus Claravallensis, oko 1090–1153), koji je uživao veliki ugled i održavao veze s najvećim naučnicima tog doba. Prožet dubokom religioznošću i neprijateljski raspoložen prema dijalektici kakvu je zastupao Abelard, zanosnim je propovedima u Francuskoj, Flandriji i na rajnskim oblastima raspirio raspoloženje za drugi krstaški rat. Njegova književna delatnost, uz propovedi i pisma, obuhvata teološke spise kao što su O ponašanju i dužnosti biskupa (De moribus et officiis episcoporum), O milosti i slobodnoj volji (De gratia et libero arbitrio), Protiv Abelardovih zabluda (Contra errores Abelardi) i dr. Među njegovim oštrim polemikama izdvaja se Apologija opatu Vilimu iz Sv. Thierrya (Apologia ad Guillelmum Sancti Theoderici abbatem), napisana u odbranu cistercita protiv klinijevaca.
Učenik Abelardov bio je Jovan iz Salisburyja (Johannes Saresberiensis ili John of Salisbury, oko 1115–1180), koji je postao biskup u Chartresu. U svom glavnom delu, Polikratik ili dvorske zabave (Policraticus sive de nugis curialium), koje je posvetio svom prijatelju Thomasu Becketu, s visokog moralnog stajališta raspravlja o upravljanju državom i daje prvu veliku političku teoriju u srednjem veku. Logiku i metafiziku brani u Metalogiku (Metalogicus) oslanjajući se na aristotelovski Organon, a u didaktičkoj pesmi Entetik (Entheticus) daje uvod u filozofiju i brani proučavanje antičkih pisaca.
Iz južnoslovenskih krajeva potiče Herman Dalmatinac (Hermanus Dalmata, 12. vek), pisac filozofske rasprave O suštinama (De essentiis), u kojoj obrađuje pet aristotelovskih kategorija (uzročnost, kretanje, prostor, vreme, stanje). S arapskog je na latinski prevodio astrološke i astronomske spise (npr. Ptolemejev Planisferij, koji se sačuvao samo u arapskom prevodu s grčkog izvornika), a preveo je i Kuran, zajedno s Robertom iz Chestera.

#### Hronike i istorije
Većini srednjovekovnih pisaca istorije, uopšte uzev, nedostajalo je kritičke stanovište, no, kako su uglavnom bili nadahnuti pravom željom da dođu do istorijske istine, u srednjovekovnim istorijskim delima, i pored sve naivnosti i pristrasnosti, ima relativno malo smišljenih laži. Za istoriju srednjeg veka, pored uobičajenih istoriografskih i hronografskih dela, značajne su i druge književne vrste. Opisi života svetaca, koji su budili naročito zanimanje među ljudima tog vremena, značajni su za proučavanje narodnih verovanja i prevlađujućih verskih predstava. Od velikog su kulturnoistorijskog značaja i knjige o plemićkim zabavama te brojne zbirke anegdota i priča.
Niz istoričara s britanskih ostrva započinje engleski istoriograf Vilim iz Malmesburyja (Guilelmus Malmesberiensis ili William of Malmesbury, oko 1080–1143), odličan poznavalac antičke književnosti, čija su glavna dela Istorija engleskih kraljeva (De gestis regum Anglorum), u kojoj je obradio svetovnu istoriju, i Istorija engleskih biskupa (De gestis pontificum Anglorum), u kojoj je obradio crkvenu istoriju Engleske; svetovnu istoriju od 1125. do 1140. nastavio je u delu Nova istorija (Historia novella). Pretežno mitsko doba engleske istorije ― o Arturu, Parsifalu, Lancelotu, Tristanu i dr. ― opisao je Galfred iz Monmoutha (Gaufridus Monumetensis ili Geoffrey of Monmouth, oko 1100–1154) u svom delu Povest britanskih kraljeva (Historia regum Britanniae), gde su kao sedma knjiga dodata proročanstva čarobnjaka Merlina. Geografijom i istorijom bavio se Girald Velšanin (Giraldus Cambrensis, 1147–1223), koji je napisao Irsku topografiju (Topographia Hibernica), zatim Osvajanje Irske (Expugnatio Hibernica), gde je obradio irsku istoriju od 1166. do 1185, te Put po Walesu (Itinerarium Cambriae) i Opis Walesa (Descriptio Cambriae). Napisao je i Ogledalo crkve (Speculum ecclesiae), gde smelo kritikuje stanje u crkvi, te spise namenjene pouci klerika i vladara.
Svetsku je istoriju obradio Oton Frajzinški (Otto Frisingensis, 1111/1115–1158) u delu Hronika ili istorija dve države (Chronicon sive historia de duabus civitatibus), koja je bila od izvanredne važnosti i uticaja i u kojoj istoriju sveta deli na četiri velika carstva, a celokupnu istoriju tumači kao sukob države Božje i države Sotonine.
Poznati opis prvog krstaškog rata sastavio je Gvibert iz Nogenta (Guibertus Novigentensis, 1053–1121), koji je u delu Božja dela po Francima (Gesta Dei per Francos) preradio i proširio poznatu Knjigu franačke istorije. Važne istorijske podatke uneo je i u svoju Autobiografiju (De vita sua), napisanu pod Avgustinovim uticajem. Uz teološke traktate, napisao je i jedno delo u kojem slobodoumno i kritički raspravlja o autentičnosti svetačkih relikvija. Najbolju istoriju krstaških ratova, koja počinje s kalifom Omarom, napisao je Vilim Tirski (Willelmus Tyrensis, oko 1130–posle 1186) pod naslovom Istorija događaja u prekomorskim zemljama (Historia rerum in partibus transmarinis gestarum); pisana je kritički i oprezno, a delom i na osnovu piščevih vlastitih saznanja i podataka dobijenih od očevidaca pojedinih događaja; neka su obaveštenja značajna i za istoriju južnoslovenskih zemalja.
Mešavinom proze i stihova napisao je Radulf iz Caena (Radulfus Cadomensis, rođen oko 1080) Tankredove podvige  (Gesta Tancredi), gde je opisao prvi krstaški rat i borbe koje su potom usledile, uz isticanje normanskog junaštva. Od dela koja slave pojedine vladare može se spomenuti još Filipejida (Philippeis), koju je u slavu Filipa Avgusta napisao Vilim Bretonski (Guillelmus Britto, oko 1165‒posle 1230).
Istoriju Polapskih Slovena, o kojima je u 11. veku pisao Adam Bremenski, u 12. je veku obradio Helmold iz Bosaua (Helmoldus Besowensis, oko 1120–1177) u Hronici Slovena (Chronica Slavorum), od doba Karla Velikog do 1171. godine, koju je do 1209. nastavio Arnold iz Lübecka. Podatke o Polapskim Slovenima daje i danski hroničar Saksonac Gramatik (Saxo Grammaticus, oko 1150–oko 1220) u svojoj izvanrednoj Danskoj istoriji (Gesta Danorum), koja seže do 1186, a sadrži i nordijske sage, uključujući i onu o Hamletu, te dopunjuje Edu. Češku istoriju obradili su Kozma Praški (Cosmas Pragensis, oko 1045–1125) u Češkoj hronici (Chronica Bohemorum), koja seže do 1125. i obiluje drevnim pričama, te Vincent Praški (Vincentius Pragensis), koji u Analima (Annales) opisuje češku istoriju od 1140. do 1167, ali i ratove Fridriha Barbarose u Italiji, o kojima priča kao očevidac. Poljsku istoriju daje Vicent Kadlubek (1160–1223) u Hronici o delima slavnih poljskih kneževa i kraljeva (De gestis illustrium principum ac regum Poloniae), koja je pisana većinom u dijaloškom obliku i seže do 1206. godine. Jedna Poljska hronika (Chronicae Polonorum), koja dopire do 1113. godine, sačuvana je pod imenom Martina Gala (Martinus Gallus ili Gallus Anonymus), verovatno nekog francuskog benediktinca s početka 12. veka koji je boravio u Poljskoj.
Od hronika pisanih u južnoslovenskim krajevima sačuvao se Letopis Popa Dukljanina iz polovine 12. veka, za koju autor u uvodu kaže da ju je sa "slavenskog" preveo na latinski i naziva je Libellus Gothorum ili Sclavorum regnum; autor Letopisa je nepoznati katolički sveštenik iz Bara, a ime "Pop Dukljanin" dao mu je hrvatski istoričar Ivan Lučić kad ju je objavio 1666. godine. Letopis opisuje izmišljeno kraljevstvo Slovena, kralja Svatopluka, koji je održao sabor na polju Dalmi, legendu o osnutku Dubrovnika, istoriju Duklje i dr., a obično se deli na tri dela: rodoslovlje slovenskih vladara, legenda o sv. Vladimiru i dukljanska hronika 11. i. 12. veka.

#### Pripovedna proza
U svetovnoj književnosti nije uvek bilo stroge književne podele na žanrove, pa se i u delima s istoriografskom tendencijom nailazi na zabavne priče, ali i obratno. Tako su etnografski elementi prisutni u delu Carska dokolica (Otia imperalia), koje je napisao Gervazije iz Tilburyja (Gervasius Tilberiensis, oko 1140–oko 1220) i posvetio ga caru Otonu IV; to je zbirka istorijskih i geografskih podataka o oblasti reke Rone, ali i lokalnih priča i mitova, u kojima se pojavljuju zmajevi, veštice i vukodlaci. Anegdotskog je karaktera delo Dvorske zabave (De nugis curialium) Valtera Mapa (Walter Map, oko 1140–1209), rodom iz Walesa, koje predstavlja zbirku zabavnih priča, važnih za kulturnu istoriju tog vremena. Iz sredine 12. veka potiče Povest Karla Velikog (Historia Karoli Magni), iz pera nekog francuskog klerika, s fantastičnim opisom Karlovih bitaka u Španiji i sa zanimljivim opisom Rolandove smrti. Od kulturnoistorijskog je značaja delo O ljubavi (De amore), koje je između 1174. i 1182. napisao Andreja Kapelan (Andreas Capellanus), navodno kapelan na francuskom dvoru, i u kojem se raspravlja o sticanju, održavanju i odbacivanju ljubavi.
Dva su se pisca u svojim delima ugledala na orijentalne priče. Prvi je Petar Alfonsov (Petrus Alfonsi, 1062–oko 1140), pokršteni Jevrejin iz Španije, rođen kao Rabi Mojsije Sefardi (Rabbi Moises Sepphardi), koji je radi preobraćenja Jevreja napisao delo Dijalozi u kojima se pobijaju bezbožnička mišljenja Jevreja (Dialogi in quibus impiae Judaeorum opiniones refutantur), no najpoznatije mu je delo Pouka za klerike (Disciplina clericalis), zbirka od 39 razgovora oca i sina, gde je izneo poučne orijentalne priče. Drugi je Jovan iz Alta Silve (Johannes de Alta Silva), koji je oko 1184. sastavio delo O kralju i sedam mudraca (De rege et septem sapientibus), poznatije kao Dolopathos, u kojem je obradio orijentalnu priču o sedam mudraca, koju Jovan smešta u vreme cara Avgusta i izmišljenog kralja Dolopata sa Sicilije. Ta je priča poreklom iz Indije, u kojoj ulogu Sindibada preuzima Vergilije, "rodom iz sicilijskog grada Mantove".

## Učena književnost (13. vek)
Poslednje razdoblje srednjovekovne latinske književnosti zahvata ceo 13. i deo 14. veka, a za kraj mu se može uzeti 1321. godina, kad je umro pesnik Božanstvene komedije, koji je napisao i nekoliko dela na latinskom, ali je ipak odustao od prvobitne namere da na tom jeziku napiše i ovo svoje najveće i najslavnije delo. Naime, u 13. veku smanjuje se upotreba latinskog jezika, a književna produkacija na narodnim jezicima sve je obimnija, posebno u pesništvu, kojim gotovo u potpunosti već dominiraju nacionalne književnosti ― francuska, španska, italijanska, nemačka, engleska. Kultura postaje sve više laička, ali ne dolazi u sukob s crkvom; kler gubi ulogu središnjeg rasadnika kultrurne delatnosti, ali će, s druge strane, novi crkveni redovi ― franjevci i dominikanci ― okupiti neke od najvećih umova tog doba. Gotovo celokupna književna delatnost iz prethodna dva stoleća podvrgava se pažljivoj kritici, iz nje se prikupljaju oni elementi koji su zadržali svoju vrednost i celokupna se kulturna produkcija nastoji katalogizorati u "sažecima" (summae), "itinererima" (itineraria), "ogledalima" (specula), izrekama (dicta), "mislima" (opiniones) i dr. Trinaesti se vek pokazuje kao jedan od najznačajnijih u istoriji srednjovekovne kulture, kao razdoblje od fundamentalne važnosti za razumevanje buduće evropske istorije. U prozi prevlađuje filozofsko-teološka produkcija, posebno podstaknuta latinskim prevodima celokupnog Aristotelovog korpusa, koji se tumači na različite načine: tomistički (koji će postati zvaničnom filozifijom katoličke crkve), averistički, platonsko-avgustinski. Bujnom i svestranom procvatu srednjovekovne latinske književnosti mnogo je doprinela i okolnost da se na latinskom jeziku odvija nastava na univerzitetima koji se od 12. veka osnivaju po čitavoj Evropi (Salerno, Pariz, Oxford, Cambridge, Padova, Siena, Napulj, Toulouse, Orléans, Salamanca, Keln itd.) i na kojima se izučavaju pravo, filozofija, teologija i medicina.

### Filozofija i teologija
Najveći naučnik nemačkog porekla u srednjem veku, nazvan doctor universalis, bio je dominikanac Albert Veliki (Albertus Magnus, oko 1193–1280). Studirao je teologiju, filozofiju i medicinu u Padovi, a najveća mu je zasluga što je komentarisanjem Aristotelovoh spisa doveo do vrhunca hrišćanski aristotelizam i što je postavio temelje za razvoj modernih prirodnih nauka, posebno u području botanike i zoologije. Svoja je teološka shvatanja izrazio u Sumi o bićima (Summa de creaturis) i Teološkoj sumi (Suma theologiae). Enciklopedistikom se u 13. veku bavio i dominikanac Vincent iz Beauvaisa (Vincentius Bellovacensis, umro 1264), koji je sastavio Veliko ogledalo (Speculum maius), za koje je upotrebio oko 300 autora i 2.000 dela i gde je dao pregled celokupnog tadašnjeg znanja na polju prirodnih nauka, teologije, retorike, pravne nauke, istorije i dr.
Albertov učenik Toma Akvinski (Thomas Aquinas, oko 1125–1274), takođe dominikanac, bio je najveći predstavnik sholastičke filozofije i nazvan doctor angelicus. Istakao se "oštroumnim postavljanjem problema i njihovim rešavanjem putem genijalnog uprošćavanja", a njegova sinteza hrišćanskog učenja i shvatanja Aristotela i njegovih posrednika, kao i arapskih i jevrejskih filozofa, ostvarila je izuzetno snažan uticaj u kasnijim razdobljima. Glavno mu je delo Teološka suma (Summa theologica), koja je i danas klasično delo katoličke teologije. Književno je bolja Suma protiv pagana (Summa contra gentiles), gde pobija neke postavke arapske filozofije. O njegovom je jeziku rečeno da su Tomina i Danteova proza poslednja dela pisana latinskim kao živim jezikom.
Franjevac Roger Bacon (oko 1215–1294) bio je mnogostrano obrazovan i napredni mislilac, koji je zastupao jedinstvo nauke, naročito u svojim glavnim enciklopedijskim delima Veliko delo (Opus maius), Malo delo (Opus minus), Treće delo (Opus tertium), Filozofski priručnik (Compendium philosophiae), Filozofija morala (Moralis philosophia). U Velikom delu raspravlja se o nizu filozofskih problema, o jeziku, matematici, fizici, astronomiji, geografiji i kalendaru. Asketsko-mistični pravac u franjevačkoj sholastici zastupao je italijanski franjevac Bonaventura (Johannes Fidanza Bonaventura, 1221–1274), koji je, na temelju avgustinsko-platonskog mišljenja, nastojao u svoj sholastički sistem ugraditi i aristotelovska shvatanja. Glavno mu je delo Put duha ka Bogu (Itinerarium mentis in Deum), gde je mistici odredio odlučujuću ulogu kao kruni teologije. Uz brojna druga teološka dela, napisao je i dva životopisa Franje Asiškog (Vita seu legenda maior et minor sancti Francisci) te ispevao nekoliko himni u čast krsta. Mlađoj franjevačkoj školi pripadao je Jovan Duns Skot (Johannes Duns Scotus, oko 1265–1308), rodom iz Škotske, koji je pravio jasnu razliku između teologije i filozofije i u svom teološkom sistemu isticao prednosti slobodne volje i ljubavi nad razumom.

### Istorija i druga prozna dela
Svetsku je istoriju u ovo doba obradio Martin Poljak (Martinus Polonus ili Oppaviensis, umro 1279) u Hronici papâ i careva (Chronica pontificum et imperatorum), koja je nekritički kompilirana i sadrži dosta legendi i fantastičnih priča (npr. o papisi Ivani), ali je kasnije mnogo i često korišćena. Salimbene iz Parme (Salimbene Adami, 1221‒1288), franjevac, koji je mnogo putovao po Italiji i Francuskoj, napisao je hroniku važnu za 13. vek, za koju su karakteristični brojni, često vrlo lični ekskursi. Za istoriju Dalmacije važno je delo Solinska povest (Historia Salonitana), koje je 1266. napisao Toma Arhiđakon (Thomas Archidiaconus, oko 1200‒1268), rodom iz Splita, i u njoj izneo živote i dela solinsko-splitskih nadbiskupa od rimskih vremena do svog doba, praveći mnoge ekskurse o prošlosti Splita i srednjovekovne Hrvatske, pa ovo delo predstavlja važan istorijski izvor za razdoblje Petra Krešimira IV i Dmitra Zvonimira. Mlađi je spis Opsada Zadra (Obsidio Jadrensis) u dve knjige, u kojem je nepoznati autor vrlo živo i detaljno opisao nevolje Zadra kad su ga 1345. opsedali Mlečani, a isti je događaj opisan i u kraćem savremenom spisu Zadarska hronika (Chronica Jadrensis). U Milecijevoj hronici, pak, sastavljenoj krajem 13. ili početkom 14. veka, opisana je najstarija istorija Dubrovnika.
Jedno od najznačajnihih dela hagiografske i pripovedne proze napisao je Jakob iz Varazze (Jacobus de Voragine, 1229–1298), dominikanac, nadbiskup u Genovi. To delo, koje se zove Zlatna legenda (Legenda aurea), zbirka je namenjena razonodi i pisana je živim i lepim jezikom, u narodnom duhu životopisa kalendarskih svetitelja. Kasnije je znatno proširena i bila često prevođena, a snažno je delovala i na gotičko slikarstvo, koje je iz nje crplo inspiraciju.
Oko 1300. godine nastala je u Engleskoj ili Nemačkoj anonimna zbirka priča pod naslovom Dela Rimljana (Gesta Romanorum), u kojoj je prikupljeno oko tri stotine priča, anegdota, legendi, većinom iz rimske istorije. To su zabavne priče, koje je trebalo da posluže i sveštenicima kao građa za propovedi. Knjiga je mnogo prevođena, već u 15. veku na engleski, nemački i francuski.
Najveći italijanski pesnik, Dante Alighieri (1265–1321), koji je svoja najvažnija dela napisao na italijanskom, služio se i latinskim jezikom, pretežno u naučnim traktatima, kao npr. u nedovršenom spisu O narodnom govoru (De vulgari eloquentia), čiji je cilj bio da se pruži podrška pesnicima koji pišu italijanskim jezikom, a sastavljen je na latinskom upravo da bi ga čitali oni ljudi koji su se protivili stvaralaštvu na narodnom jeziku. Svoje političke poglede izneo je u traktatu O monarhiji (De monarchia), gde se zauzima za univerzalnu monarhiju koja pripada rimskom narodu, čiji je predstavnik pravedni car i koja je nezavisna od pape. Na latinskom je napisao prirodno-naučni traktat O vodi i zemlji (De aqua et terra) te dve Ekloge (Eclogae) u slobodnoj imitaciji Vergilija.

### Poezija
U pesništvu ovog razdoblja stvaraju se gotovo isključivo religiozne pesme, a naročito je velik broj sekvencija i himni. I najveći mislilac sholastike, Toma Akvinski, okušao se u crkvenoj himnografiji (Adoro te devote). U Francuskoj deluje Filip Kancelar (Philippus Cancellarius Parisiensis, oko umro 1236), nazvan tako jer je od 1218. obavljao dužnost kancelara Univerziteta u Parizu. Na tom je položaju vodio sporove, naročito s prosjačkim monaškim redovima, koji su se pokušavali dokopati univerzitetskih katedri. Bio je uticajan sholastičar avgustinsko-neoplatonskog pravca, a glavno mu je delo Suma teoloških pitanja (Summa quaestionum theologicarum). U pesništvu se pokazuje kao sledbenik Adama od Sv. Viktora, ali ne piše samo religiozne, veći i satirične pesme, npr. Kad bula grmi (Bulla fulminante), u kojoj napada kardinale zbog iskvarenosti i podmitljivosti. Himne su mu pune nežnosti, naročito tri himne u kojima slavi Mariju Magdalenu te jedna za Devicu Mariju, koja počinje stihom O Maria, virginei flos honoris (= "O Marijo, cvete devičanske časti").
Kao autori religioznih pesama istakla su se u ovom razdoblju i dva canterburyjska nadbiskupa. Prvi je Stefan Langton (Stephanus Langton, oko 1150‒1228), koji je bio i sholastički izvanredno obrazovan te je napisao dve Sume (Summa) i druge teološke spise i komentare uz biblijska dela, a kome se pripisuje i autorstvo "zlatne sekvencije" (duhovske) Dođi, Duše presveti (Veni, Sancte Spiritus), kojoj se kao autori, doduše, spominju i papa Inokentije III, Herman iz Reichenaua i dr. Drugi je canterburyjski nadbiskup franjevac John Peckham (Johannes Peckham ili Pechanus, oko 1230‒1292), koji je pripadao srednjoj franjevačkoj školi (doctor ingeniosus) te istaknuti matermatičar i fizičar. Uz veliki broj teoloških spisa, delimično u vezi sa sporom oko prosjačkih redova na Pariskom univerzitetu, te dela u kojima pretresa matematičke, astronomske i optičke probleme, napisao je i značajan broj religioznih pesama, od kojih se ističe Filomena (Philomena, tj. "Slavuj"), u golijardskim stihovima, u kojoj "pjev slavuja, koji izdiše naslućujući smrt, ocrtava krik duše koja u zanosu čezne za nebom".
U Italiji je franjevac Jacopone da Todi (1236‒1306) napisao pesmu O preziranju sveta (De contemptu mundi), a spevao je i znamenitu sekvenciju Stala plačuć tužna mati, koja se sastoji od dvadeset strofa po tri trohejska dimetra i vrlo potresno opeva boli Majke Marije za vreme Hristove muke na krstu. No svakako najpoznatija religiozna pesma srednjeg veka jeste U dan gneva, koju je najverovatnije sastavio italijanski franjevac Toma iz Celana (Thomas da Celano ili Celanus, oko 1190‒1260), autor dva životopisa Franje Asiškog. To je sekvencija u misi za pokojne, sastoji se od devetnaest strofa po tri trohejska dimetra, puna je tradicionalnih motiva o sudnjem danu.
Godine 1315. sastavio je Albertin Mussato (1261‒1329) iz Padove, uz istoriografska dela u kojima je obradio podvige Henrika VII, jednu stihovanu dramu pod naslovom Ecerinus ili Ecerinis, temeljenu na okrutnoj vladavini Ezzelina III i pisanu po uzoru na Seneku. To je bila prva sekularna tragedija još od antičkih vremena, pa se smatra i prvom tragedijom iz Italije koja pripada razdoblju renesanse.

## Literatura
- Buckwald, Wolfgang; Hohlweg, Armin; Prinz, Otto (1984). Rečnik grčkih i latinskih pisaca antike i srednjeg veka [Tusculum-Lexicon griechischer und lateinischer Autoren des Alterums und des Mittelalters]. Beograd: Vuk Karadžić.
- Budimir, Milan; Flašar, Miron (1991). Pregled rimske književnosti. Beograd: Naučna knjiga.
- Curtius, Ernst Robert (1996), Evropska književnost i latinski srednji vek [Europäische Literatur und lateinisches Mittelalter], Beograd: Srpska književna zadruga
- „Latinska književnost”. Enciklopedija Leksikografskog zavoda. IV. Zagreb: Jugoslavenski leksikografski zavod. 1968. стр. 25—27.
- Franceschini, Ezio (2008), Lineamenti di una storia letteraria del Medioevo latino, Milano: I.S.U. Università Cattolica
- Ghisalberti, Alessandro (2002), La filosofia medievale, Giunti Editore
- Hosu, Stjepan (1977), „Srednjovjekovna latinska književnost”, Povijest svjetske književnosti, 2., Zagreb: Mladost, стр. 347—403
- Mardešić, Radimir (1977), „Novovjekovna latinska književnost”, Povijest svjetske književnosti, 2., Zagreb: Mladost, стр. 405—480
- Painter, Sidney (1997), Istorija srednjeg veka (284–1500) [A History of the Middle Ages 284–1500], Beograd: Clio
- Ross, D. J. A. (1985). Studies in the Alexander Romance. London: Pindar Press. ISBN 978-0-907132-26-4.
- Scholz, B. (1972). Carolingian chronicles: Royal Frankish annals and Nithard's Histories. University of Michigan Press. ISBN 978-978-0472061860 Проверите вредност параметра |isbn=: length (помоћ).
- Vratović, Vladimir (1977), „Rimska književnost”, Povijest svjetske književnosti, 2., Zagreb: Mladost, стр. 189—312